# Championnats d'Afrique de lutte 1985
Navigation
Édition précédente Édition suivante
Les Championnats d'Afrique de lutte 1985 se déroulent en décembre 1985 à Casablanca, au Maroc. Seules des épreuves masculines de lutte libre et de lutte gréco-romaine sont disputées.

## Podiums

### Lutte libre
| Catégories | Or                            | Argent                    | Bronze               |
| ---------- | ----------------------------- | ------------------------- | -------------------- |
| 48 kg      | Abdelmalek Samir (EGY)        | Said Hafidi (TUN)         | Ali Bentelli (MAR)   |
| 52 kg      | Faraj Abderrahmane (EGY)      | Boutchich Choukri (TUN)   | Talla Diaw (SEN)     |
| 57 kg      | Hanine Abdelilah (MAR)        | Mahmoud (EGY)             | Hassane Dione (SEN)  |
| 62 kg      | Brahim Loksairi (MAR)         | Habib Lakhal (TUN)        | Said Mohamed (EGY)   |
| 68 kg      | Eddine Houssam (EGY)          | Hassan Said Souaken (MAR) | Jaune Allon (SEN)    |
| 74 kg      | Mohamed El Fatah (EGY)        | Hassan Said Souaken (MAR) | Bensalah Kais (TUN)  |
| 82 kg      | Mohamed Al Achram (EGY)       | Oumar Ngom (SEN)          | Abdallah Attar (MAR) |
| 90 kg      | Salah Iddine Abdelkader (EGY) | Ismaila Ndoy (SEN)        | Mamadou Dialo (MTN)  |
| 100 kg     | Omar Ibrahimi (EGY)           | Omar Samba Sy (MTN)       | Jabeur Dridi (TUN)   |
| + 100 kg   | Habib Chikhi (TUN)            | Hassan Adil (EGY)         | Bounama Touré (SEN)  |

### Lutte gréco-romaine
| Catégories | Or                         | Argent                    | Bronze                |
| ---------- | -------------------------- | ------------------------- | --------------------- |
| 48 kg      | Abdelhamid Saed (EGY)      | Ali Bentelli (TUN)        | Mohamed Sakhi (MAR)   |
| 52 kg      | Samir Kamal (EGY)          | Boutchich Choukri (TUN)   | Ousaynou (SEN)        |
| 57 kg      | Kacem Bouallouche (MAR)    | Abderrrahmane Imad (EGY)  | Hassan Dioup (SEN)    |
| 62 kg      | Abd El Latif Khalafa (EGY) | Habib Lakhal (TUN)        | Brahim Loksairi (MAR) |
| 68 kg      | Hassan Said Souaken (MAR)  | Abdelwaheb Chaabane (EGY) | Aliou Dioune (SEN)    |
| 74 kg      | Mohamed Abdellatif (EGY)   | Bensalah Kais (TUN)       | Marhoum Moussa (MAR)  |
| 82 kg      | Saud Rafatm (EGY)          | Mounji Boucetta (TUN)     | Abdallah Attar (MAR)  |
| 90 kg      | Kamal Abdou (EGY)          | Ismaila (SEN)             | Adam Ba (MTN)         |
| 100 kg     | Ahmed Mohamed (EGY)        | Jabeur Dridi (TUN)        | Bounama Touré (SEN)   |
| + 100 kg   | Hassan Abdou (EGY)         | Benaceur Khalifa (TUN)    | Jamal Labbardi (MAR)  |